# Lonchocarpus lilloi
Lonchocarpus lilloi är en ärtväxtart som först beskrevs av Emil Hassler, och fick sitt nu gällande namn av Arturo Erhardo Erardo Burkart. Lonchocarpus lilloi ingår i släktet Lonchocarpus och familjen ärtväxter. Inga underarter finns listade i Catalogue of Life.